# 酒屋役
酒屋役（さかややく）は、室町幕府によって京都を中心とする酒屋に課された税。
鎌倉時代中期から酒屋が商業として登場するが、鎌倉幕府によって禁じられていた。しかし、京都では酒屋は延暦寺などの有力寺社の影響下にあり、また朝廷でも壷銭などの形で臨時の課税を行う代わりに営業を認める方針を採った。後醍醐天皇の元亨2年（1322年）以後、壷銭を通常の課税とする議論は度々行われてきたが、延暦寺などの反対もあり漸く南北朝時代に入って以後、造酒正によって徴税が行われるようになったが、延暦寺などの支援を受けて課税忌避を図る酒屋もあり対立が続いた。
室町幕府は主に御料所などからの収入で財政を維持してきたが、全国的な内乱のために年貢輸送が途絶えたり、あるいは南朝軍に占領されたり、自軍への恩賞に回されたりしてその範囲は小さくなる一方であった。そこで幕府も酒屋に対する課税に目をつけた。
これに対して造酒正も延暦寺なども激しく抵抗したが、足利義満のもとで強力な軍事力を保っていた幕府の圧力に屈し、明徳4年（1393年）には「洛中辺土散在土倉并酒屋役条々」という5ヶ条からなる法令を出した。これによって延暦寺などの有力権門の権益は否定され、造酒正による課税も最低限に制限された。その代わりに酒屋と土倉が年間6,000貫を幕府に納める代わりに原則的にはその他の課税を免除した。酒壷10壷以上の酒屋が対象になったと考えられ、諸記録から酒壷毎に100文が課されたと推定されている。この他に大きな行事や造営の際には臨時の課税が存在した。当初は幕府が直接徴収していたものの、後には有力酒屋を納銭方に任じて数十軒単位ごとに酒屋役を徴収させた。また、室町時代後期以後に「請酒」と呼ばれる小売専門の酒屋や地方からの名酒の流入もあったが、幕府はこれらに対しても課税を行った。応仁の乱後、収入は低迷したものの室町幕府末期まで継続され、変遷を経つつも同様の税制が織田政権以後も継続された。